# Nico Selenati
Nico Selenati (* 30. Juni 1996 in Uster) ist ein ehemaliger Schweizer Radsportler, der Rennen im Bahn- und bei Strassenradsport bestritt.

## Sportliche Laufbahn
2013 errang Nico Selenati gemeinsam mit Simon Brühlmann, Chiron Keller und Patrick Müller bei den Junioren-Europameisterschaften die Bronzemedaille in der Mannschaftsverfolgung. Im Jahr darauf stand er zweimal bei der Junioren-EM auf dem Podest: Er gewann Silber mit Patrick Müller im Zweier-Mannschaftsfahren sowie Bronze in der Mannschaftsverfolgung (mit Patrick Müller, Lukas Rüegg und Martin Schäppi). Ebenfalls 2014 siegte er bei der Meisterschaft von Zürich für Amateure und wurde gemeinsam mit Reto Müller und Jan Keller Schweizer Meister im Teamsprint auf der Bahn. 2016 wiederholte er diesen Erfolg mit Andreas Müller und Reto Müller und wurde Dritter der U23-Europameisterschaft im Scratch.
2017 wurde Selenati für die Teilnahme bei den Bahn-Europameisterschaften der Elite in Berlin nominiert. Bei den U23-Europameisterschaften 2018 errang er Silber im Scratch und Bronze mit Lukas Rüegg im Zweier-Mannschaftsfahren.

## Erfolge
2013
- Junioren-Europameisterschaft – Mannschaftsverfolgung (mit Simon Brühlmann, Chiron Keller und Patrick Müller)

2014
- Junioren-Europameisterschaft – Zweier-Mannschaftsfahren (mit Patrick Müller)
- Junioren-Europameisterschaft – Mannschaftsverfolgung (mit Patrick Müller, Lukas Rüegg und Martin Schäppi)
- Meisterschaft von Zürich (Amateure)
- Schweizer Meister – Teamsprint (mit Reto Müller und Jan Keller)

2016
- Europameisterschaft (U23) – Scratch
- Schweizer Meister – Teamsprint (mit Andreas Müller und Reto Müller)

2017
- Schweizer Meister – Mannschaftsverfolgung (mit Patrick Müller, Reto Müller, Lukas Rüegg und Claudio Imhof)

2018
- Europameisterschaft (U23) – Scratch
- Europameisterschaft (U23) – Zweier-Mannschaftsfahren (mit Lukas Rüegg)